# Arène de la Croix-Noire
L'arène de la Croix-Noire, inaugurée en 1987, est le siège du Combat final de la Bataille de reines. Elle se situe à Aoste, rue Ernest Page, à la limite avec la commune de Saint-Christophe, dans la localité appelée Croix-Noire, près du quartier de la Doire.
Elle a été également le siège de plusieurs concerts.

## Histoire
Après son inauguration, en 1987, l'arène de la Croix-Noire a été utilisée uniquement pour le Combat final du concours régional de la Bataille de reines, jusqu'au concert de Bob Dylan de 1992. En 1996, Vasco Rossi y a ouvert son tour, après quoi aucun autre concert n'a été organisé jusqu'à 2011, pour le concert de Zucchero qui a fermé le Festival du blues du Val d'Aoste et a ouvert son Chocabeck Tour 2011. En 2012 se sont produits Lenny Kravitz et J Ax pour l'Aoste Sound Fest 2012.

## Structure
L'arène présente une ellipse de 105 mètres pour 70, et peut contenir jusqu'à 4 000 personnes (assises). En comptant aussi le pré, les places disponibles s'élèvent à 5000, voire à 8000 compte tenu des différentes dispositions possibles des chaises.

## Événements
- Bataille de reines
- 1988 - Miles Davis
- 1991 - Fabrizio De André
- 1992 - Bob Dylan
- 1992 - Tracy Chapman
- 3 août 1996 - Vasco Rossi
- 5 juillet 2011 - Zucchero - Chocabeck Tour 2011
- 14 juillet 2012 - J Ax
- 16 juillet 2012 - Lenny Kravitz - Black And White Tour 2012

## Galerie de photos

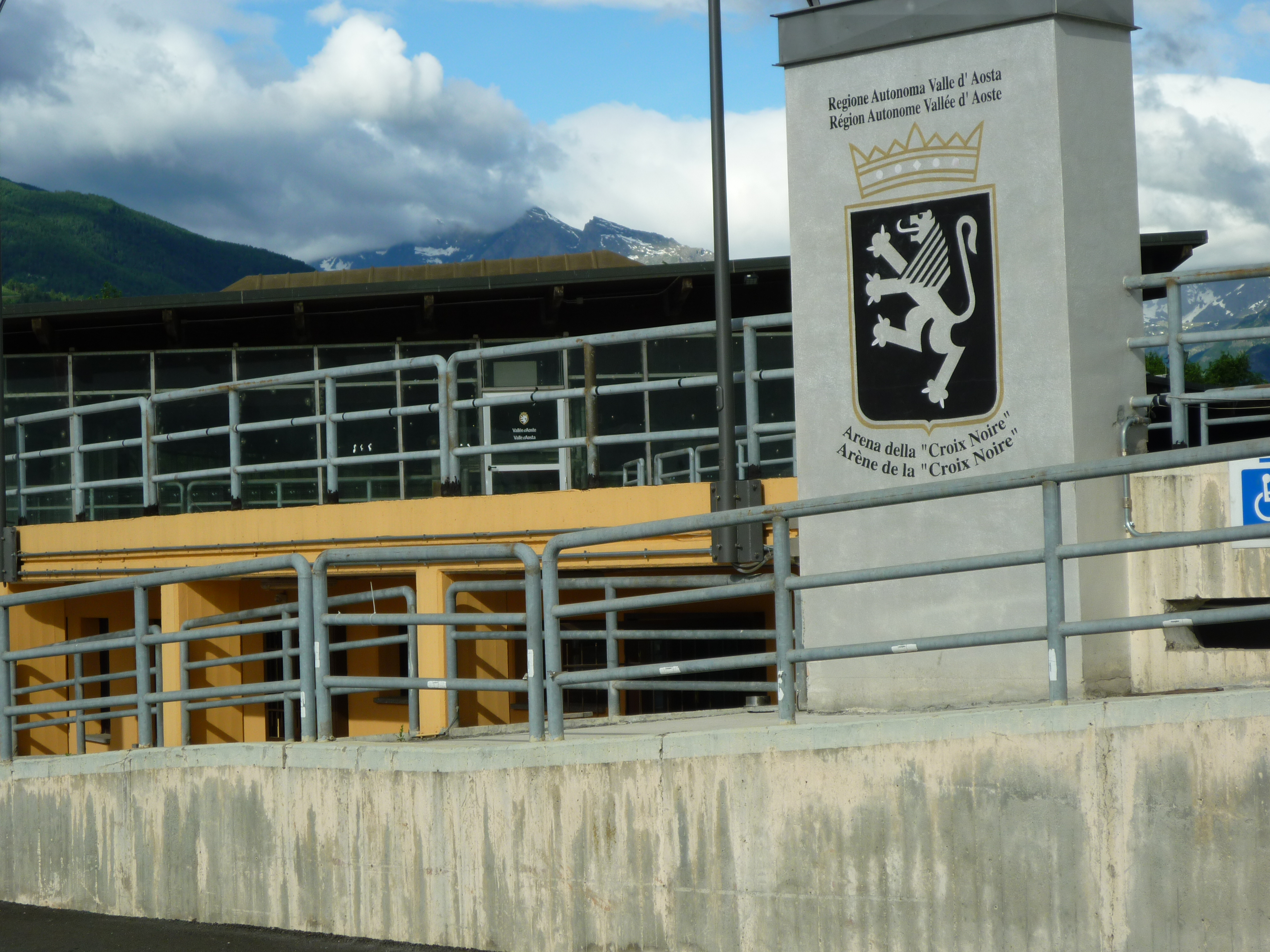
L'entrée
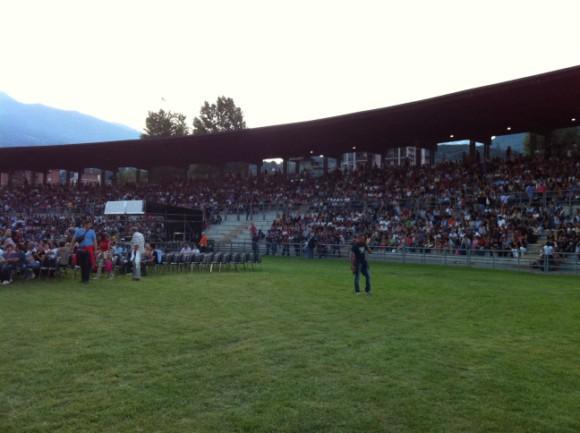
Le concert de Zucchero de 2011